# Aplopeltura boa
Aplopeltura boa is een slang uit de familie Pareidae.

## Naam en indeling
De wetenschappelijke naam van de soort werd voor het eerst voorgesteld door Heinrich Boie in 1828. Oorspronkelijk werd de wetenschappelijke naam Amblycephalus boa gebruikt. De soort behoorde lange tijd tot de geslachten Haplopeltura, Amblycephalus en Dipsas, waardoor de verouderde wetenschappelijke namen in de literatuur worden gebruikt. Het is de enige soort uit het monotypische geslacht Aplopeltura.

## Uiterlijke kenmerken
De slang bereikt een lichaamslengte tot ongeveer 85 centimeter, de staart is relatief lang en bedraagt een derde van de totale lichaamslengte. De slang heeft een korte, ronde kop met een korte snuit. De kop is duidelijk te onderscheiden van het lichaam door de aanwezigheid van een insnoering. De ogen zijn relatief groot en hebben een verticale pupil.
De slang heeft 13 rijen schubben in de lengte op het midden van het lichaam, de dorsale schubben hebben een glad oppervlak. Aan de buikzijde zijn 148 tot 191 schubben aanwezig. Onder de staart zijn 88 tot 131 schubben gelegen, de anaalplaat is ongepaard.

## Levenswijze
Aplopeltura boa is een boombewoner die in lage struiken leeft en 's nachts actief is. De slang is verwant aan de slakkenetende soorten uit het geslacht Asthenodipsas, op het menu staan voornamelijk slakken en naaktslakken maar ook hagedissen worden buitgemaakt. De vrouwtjes zetten eieren af in groepjes van vier tot acht eieren. De pas uitgeslopen juvenielen hebben een lichaamslengte van ongeveer 21 tot 23 centimeter.

## Verspreiding en habitat
De soort komt voor in delen van Azië en leeft in de landen Indonesië, Maleisië, Thailand, de Filipijnen, Brunei en Myanmar. De habitat bestaat uit vochtige tropische en subtropische bossen, zowel in laaglanden als in bergstreken. Ook in door de mens aangepaste streken zoals plantages en landelijke tuinen kan de slang worden aangetroffen. De soort is aangetroffen tot op een hoogte van ongeveer 1300 meter boven zeeniveau.

## Beschermingsstatus
Door de internationale natuurbeschermingsorganisatie IUCN is de beschermingsstatus 'veilig' toegewezen (Least Concern of LC).